# Naín Rostión
Naín Antonio Rostión Allel (Santiago, Chile, 17 de febrero de 1963) es un exfutbolista chileno. Formó parte de varios planteles chilenos, entre los que destaca Colo-Colo de Chile a mediados de los años ochenta. 
Es hijo del expresidente de Colo-Colo, Naín Demetrio Rostión, quien es la segunda persona en jugar y presidir el club albo. El padre de Naín jugó por Colo-Colo entre 1949 y 1950. Además fue Campeón invicto de Segunda División con O'Higgins en 1954. Fue Presidente de Colo-Colo durante 1985. Waldo Sanhueza, es la primera persona quién jugó en Colo-Colo entre los años 1928 y 1930, siendo presidente, posteriormente, los años 1933 y 1934.

## Trayectoria
Inició su carrera en 1975 en la escuela de fútbol del club Barrabases, ingresando a la segunda infantil de Colo-Colo durante el año 1977. Debutó en Primera División en la temporada 1983. Luego pasó por Audax Italiano en 1984, regresó a Colo-Colo en 1985.
Durante 1986 recala en Unión San Felipe marcando 12 goles, para pasar posteriormente a Everton en 1987, donde anotó 3 goles. 
Luego pasó a Unión Española en el año 1988, donde fue subcampeón de la Copa Chile 1988.
Tras una oferta, que nunca se concretó, de un club en México en 1989, decidió retirarse para ocuparse de los negocios de su familia.
En su carrera fue Campeón con Colo-Colo en el Campeonato Nacional de 1983 y campeón  de la Copa Chile 1985.

### Selección Chilena
Formó parte del plantel chileno que disputó los Juegos Panamericanos de 1983 que se realizaron en Venezuela. Jugó en los tres partidos e incluso fue titular en la victoria sobre Estados Unidos por 2 goles a 1, siendo uno de los buenos aportes de la selección que quedó eliminada por diferencia de goles. También formó el la selección que actuó en el torneo Preolímpico de 1984.

## Clubes
| Club             | País  | Año       |
| ---------------- | ----- | --------- |
| Colo-Colo        | Chile | 1977-1983 |
| Audax Italiano   | Chile | 1984      |
| Colo-Colo        | Chile | 1985      |
| Unión San Felipe | Chile | 1986      |
| Everton          | Chile | 1987      |
| Unión Española   | Chile | 1988      |

## Palmarés

### Campeonatos nacionales
| Título           | Equipo    | País  | Año  |
| ---------------- | --------- | ----- | ---- |
| Primera División | Colo-Colo | Chile | 1983 |
| Copa Chile       | Colo-Colo | Chile | 1985 |